# Siphonaria serrata
Siphonaria serrata is een slakkensoort uit de familie van de Siphonariidae. De wetenschappelijke naam van de soort is voor het eerst geldig gepubliceerd in 1807 door Fischer von Waldheim.